# Mwanza, Malawi
Mwanza är en distriktshuvudort i Malawi. Den ligger i distriktet Mwanza District och regionen Southern Region, i den södra delen av landet. Mwanza ligger 654 meter över havet och antalet invånare är 11 379.
Terrängen runt Mwanza är huvudsakligen kuperad, men den allra närmaste omgivningen är platt. Omgivningarna runt Mwanza är huvudsakligen savann.